# Nuoto ai Giochi della XXXIII Olimpiade - 200 metri stile libero maschili
La gara di nuoto dei 200 metri stile libero maschili dei Giochi della XXXIII Olimpiade di Parigi è stata disputata tra il 28 e il 29 luglio 2024 presso l'Olympic Aquatics Centre alla Paris La Défense Arena.

## Record
Prima della competizione il record del mondo e il record olimpico erano i seguenti:
| Record mondiale | 1'42"00 | Paul Biedermann Germania   | 28 luglio 2009 Roma, Italia  |
| Record olimpico | 1'42"96 | Michael Phelps Stati Uniti | 12 agosto 2008 Pechino, Cina |

## Programma
| Data           | Ora (UTC+1) | Turno      |
| -------------- | ----------- | ---------- |
| 28 luglio 2024 | 10:00       | Batterie   |
| 28 luglio 2024 | 19:37       | Semifinali |
| 29 luglio 2021 | 17:30       | Finale     |

## Risultati

### Batterie
| Pos. | Batteria | Corsia | Atleta                 | Nazionalità   | Tempo   | Note |
| ---- | -------- | ------ | ---------------------- | ------------- | ------- | ---- |
| 1    | 4        | 4      | David Popovici         | Romania       | 1'45"65 | Q    |
| 2    | 3        | 3      | Danas Rapšys           | Lituania      | 1'45"91 | Q    |
| 3    | 4        | 8      | Lucas Henveaux         | Belgio        | 1'46"04 | Q,   |
| 4    | 4        | 5      | Hwang Sun-woo          | Corea del Sud | 1'46"13 | Q    |
| 5    | 2        | 5      | Maximillian Giuliani   | Australia     | 1'46"15 | Q    |
| 6    | 2        | 4      | Matthew Richards       | Gran Bretagna | 1'46"19 | Q    |
| 7    | 2        | 3      | Katsuhiro Matsumoto    | Giappone      | 1'46"23 | Q    |
| 7    | 4        | 3      | Luke Hobson            | Stati Uniti   | 1'46"23 | Q    |
| 9    | 4        | 2      | Thomas Neill           | Australia     | 1'46"27 | Q    |
| 10   | 3        | 4      | Lukas Märtens          | Germania      | 1'46"33 | Q    |
| 11   | 3        | 5      | Duncan Scott           | Gran Bretagna | 1'46"34 | Q    |
| 12   | 2        | 6      | Kim Woo-min            | Corea del Sud | 1'46"64 | Q    |
| 13   | 2        | 2      | Rafael Miroslaw        | Germania      | 1'46"81 | Q    |
| 14   | 2        | 1      | Denis Loktev           | Israele       | 1'47"01 | Q    |
| 15   | 3        | 2      | Alessandro Ragaini     | Italia        | 1'47"31 | Q    |
| 16   | 3        | 7      | Filippo Megli          | Italia        | 1'47"39 | Q    |
| 17   | 2        | 8      | Antonio Djakovic       | Svizzera      | 1'47"46 |      |
| 18   | 1        | 4      | Velimir Stjepanović    | Serbia        | 1'47"56 |      |
| 19   | 3        | 6      | Chris Guiliano         | Stati Uniti   | 1'47"60 |      |
| 20   | 3        | 8      | Jorge Iga              | Messico       | 1'48"38 |      |
| 21   | 1        | 5      | Saso Boskan            | Slovenia      | 1'48"75 |      |
| 22   | 4        | 6      | Pan Zhanle             | Cina          | 1'49"47 |      |
| 23   | 4        | 7      | Ji Xinjie              | Cina          | 1'49"88 |      |
| 24   | 1        | 3      | Omar Abbass            | Siria         | 1'53"01 |      |
| 25   | 1        | 6      | Muhammad Ahmed Durrani | Pakistan      | 1'58"67 |      |
|      | 4        | 1      | Guilherme da Costa     | Brasile       | DNS     | DNS  |
|      | 3        | 1      | Nándor Németh          | Ungheria      | DNS     | DNS  |
|      | 2        | 7      | Felix Auböck           | Austria       | DNS     | DNS  |

### Semifinali
| Pos. | Batteria | Corsia | Atleta               | Nazionalità   | Tempo   | Note |
| ---- | -------- | ------ | -------------------- | ------------- | ------- | ---- |
| 1    | 2        | 4      | David Popovici       | Romania       | 1'44"53 | Q    |
| 2    | 2        | 7      | Duncan Scott         | Gran Bretagna | 1'44"94 | Q    |
| 3    | 1        | 6      | Luke Hobson          | Stati Uniti   | 1'45"19 | Q    |
| 4    | 1        | 2      | Lukas Märtens        | Germania      | 1'45"36 | Q    |
| 5    | 2        | 3      | Maximillian Giuliani | Australia     | 1'45"37 | Q    |
| 6    | 1        | 4      | Danas Rapšys         | Lituania      | 1'45"48 | Q    |
| 7    | 1        | 3      | Matthew Richards     | Gran Bretagna | 1'45"63 | Q    |
| 8    | 2        | 6      | Katsuhiro Matsumoto  | Giappone      | 1'45"88 | Q    |
| 9    | 1        | 5      | Hwang Sun-woo        | Corea del Sud | 1'45"92 |      |
| 10   | 2        | 2      | Thomas Neill         | Australia     | 1'46"18 |      |
| 11   | 2        | 5      | Lucas Henveaux       | Belgio        | 1'46"20 |      |
| 12   | 1        | 7      | Kim Woo-min          | Corea del Sud | 1'46"58 |      |
| 13   | 1        | 8      | Filippo Megli        | Italia        | 1'46"87 |      |
| 14   | 2        | 8      | Alessandro Ragaini   | Italia        | 1'47"08 |      |
| 15   | 2        | 1      | Rafael Miroslaw      | Germania      | 1'47"34 |      |
| 16   | 1        | 1      | Denis Loktev         | Israele       | 1'47"93 |      |

### Finale
| Pos.    | Corsia | Atleta               | Nazionalità   | Tempo   | Note |
| ------- | ------ | -------------------- | ------------- | ------- | ---- |
| Oro     | 4      | David Popovici       | Romania       | 1'44"72 |      |
| Argento | 1      | Matthew Richards     | Gran Bretagna | 1'44"74 |      |
| Bronzo  | 3      | Luke Hobson          | Stati Uniti   | 1'44"79 |      |
| 4       | 5      | Duncan Scott         | Gran Bretagna | 1'44"87 |      |
| 5       | 6      | Lukas Märtens        | Germania      | 1'45"46 |      |
| 5       | 7      | Danas Rapšys         | Lituania      | 1'45"46 |      |
| 7       | 2      | Maximillian Giuliani | Australia     | 1'45"57 |      |
| 8       | 8      | Katsuhiro Matsumoto  | Giappone      | 1'46"26 |      |